# Affoué Sita Sanogo
Affoué Sita Sanogo  est une taekwondoïste ivoirienne.

## Carrière
Elle participe aux Jeux africains de 2011 se déroulant à Maputo. Elle y remporte sa seule médaille internationale majeure, terminant troisième de la catégorie des moins de 73 kg.